# Підгірне (Республіка Алтай)
Підгірне (рос. Подгорное) — село Маймінського району, Республіка Алтай Росії. Входить до складу Маймінського сільського поселення.
Населення — 516 осіб (2015 рік).